# Atypiska antipsykotika

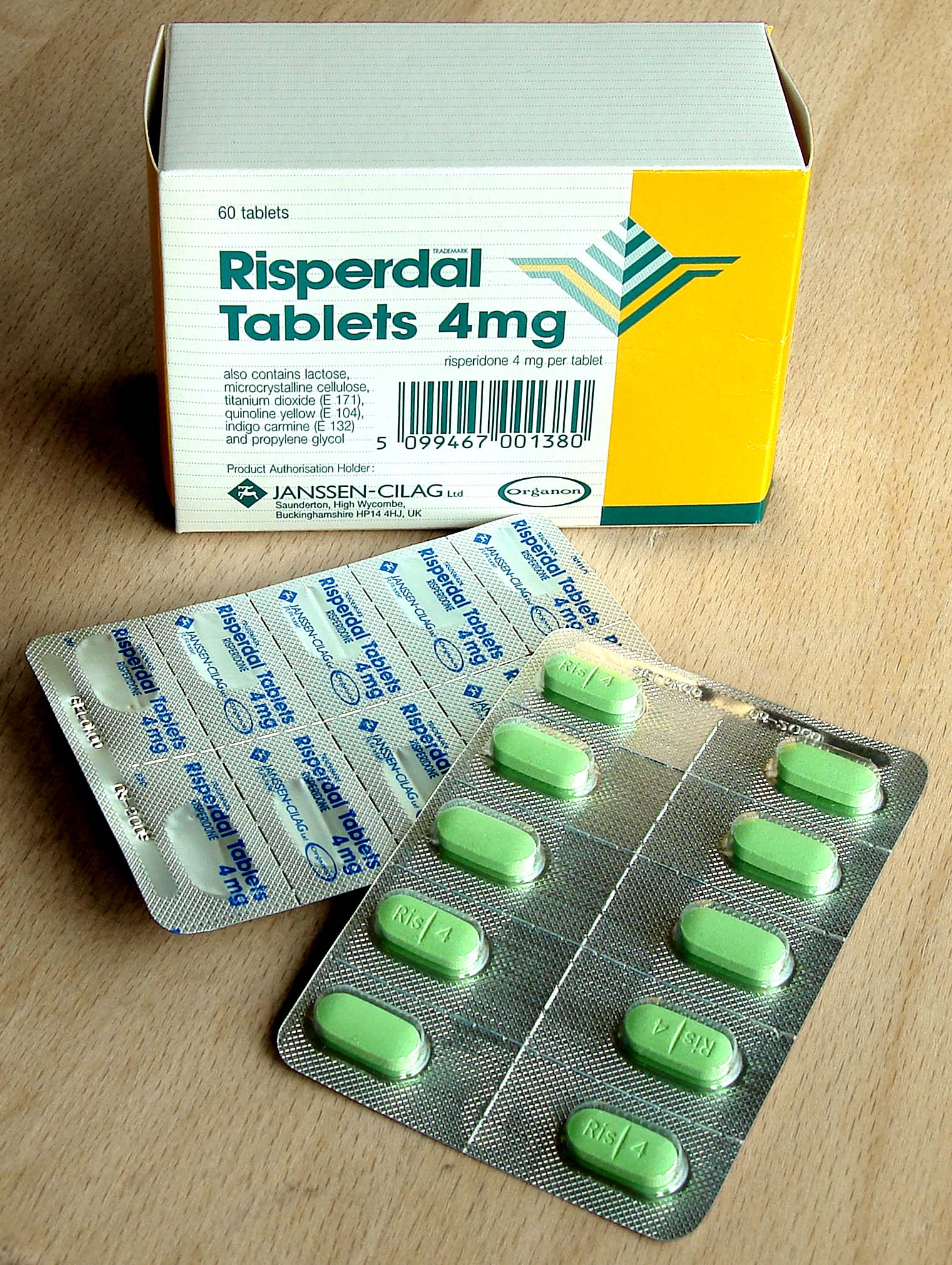
Risperdal

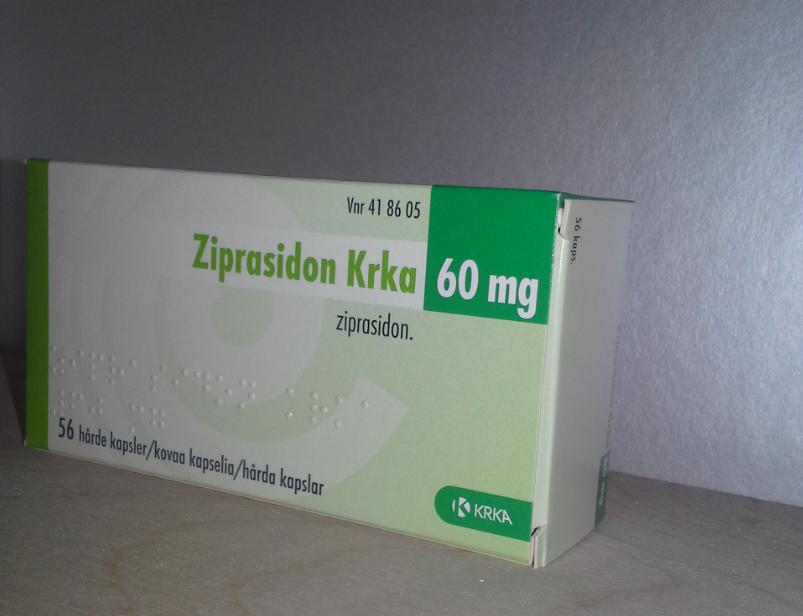
Zeldox

Atypiska antipsykotika (också känd som andra eller tredje generationens antipsykotika) är en klass av receptbelagda mediciner för att behandla psykiatriska tillstånd. Alla atypiska antipsykotika är godkända av läkemedelsverket för användning i behandling av schizofreni. Några har godkända indikationer, som akut mani, bipolär mani, psykotisk agitation, bipolär underhållsbehandling och andra indikationer.
Atypiska antipsykotika är en heterogen grupp av annars orelaterade läkemedel, vars gemensamma nämnare är att de fungerar annorlunda än typiska antipsykotika. De flesta har gemensamt att de fungerar på såväl serotoninreceptorer som dopaminreceptorer.

## Historia
Den första superatypiska antipsykotiska medicinen, klozapin (Leponex), upptäcktes på 1950-talet och introducerades i klinisk användning på 1970-talet. Klozapin minskade i popularitet på grund av oro över läkemedelsinducerad agranulocytos. Med forskning som stödde dess effektivitet vid behandlingsresistent schizofreni och utvecklingen av ett övervakningssystem för biverkningarna återkom klozapin som ett livskraftigt antipsykotikum. En randomiserad studie och observationsstudier från Finland och Sverige visade lägre självmordsrisk för schizofrenipatienter som tar klozapin jämfört med andra antipsykotiska läkemedel. Trots effektiviteten av klozapin för behandlingsresistent schizofreni eftersöktes medel med mer gynnsam biverkningsprofil för mera vidsträckt användning. Under 1990-talet introducerades olanzapin (Zyprexa), risperidon (Risperdal) och quetiapin (Seroquel) med ziprasidon (Zeldox) och aripiprazol (Abilify) under tidigt 2000-tal. På senare tid har sertindol (Serdolect) och paliperidon (Invega) tillkommit och godkändes 2006 och 2007.
Atypiska antipsykotika har uppskattats bland kliniker och anses nu vara förstahandsbehandling vid schizofreni och ersätter gradvis typiska antipsykotika. De flesta forskare håller med om att definiera det karaktäristiska för atypisk antipsykotika som den minskade benägenheten för dessa medel att orsaka extrapyramidala biverkningar och frånvaro av långvarig prolaktinförhöjning.
Ny forskning ifrågasätter uppfattningen att andra generationens antipsykotika är överlägsna första generationens typiska antipsykotika. Med en rad parametrar för att mäta livskvalitén fann forskare från Manchester Universitet att typiska antipsykotika var inte sämre än atypiska antipsykotika. Forskningen stöddes av National Health Scheme i UK.
En systematisk översikt av Statens beredning för medicinsk utvärdering (SBU) visar evidensen för olika antipsykotiska vid schizofreni.

## Farmakologi
Verkningsmekanismen för dessa medel är okänd för nya forskare och skiljer sig stort från läkemedel till läkemedel. Variationen i receptorbindningsprofilen är sådan att den enda effekt de alla har gemensamt är en antipsykotisk effekt; biverkningsprofilen varierar enormt.
Modulering av dopaminneurotransmittorsystemet i mitthjärnan är nödvändigt för antipsykotisk aktivitet. Medan modulering av mitthjärnans dopaminneurotransmission förklarar signifikans för antipsykotisk läkemedelsverkan, så är rollen av serotoninerga aktiviteten för atypiska antipsykotika debatterad inom forskningsnivå.
Vissa forskare tror att D2-receptorantagonism kopplad med 5-HT2A-receptorantagonism även kallat dopaminantagonism som ligger bakom det atypiska för atypiska antipsykotika. Andra tror att snabb dissociation från dopamin D2-receptorn tillåter bättre transmission av normala fysiologiska dopaminnivåer, bättre förklarar farmakologiska evidens.
Det finns mycket påstådda bevis för att atypiska antipsykotika har lägre affinitet för dopamin  D2-receptorer och mer affinitet för dopamin D4-receptorerna.
Det är primärt därför atypiska antipsykotika är något mindre benägna att orsaka tardiv dyskinesi. Idén hämtad från inspiration av Klozapin är att D2-receptorer är dopaminergt allestädes närvarande och påverkar motorsystemet lika mycket som motivationsaspekten av dopaminsystemet. Å andra sidan är D4 en mer korrekt subtyp av dopaminreceptorn. Dopamin D4-receptorn tillhör D2-receptorfamiljen (D4 är en dopamin D2-liknande receptorsubtyp) och det har föreslagits att den kan vara en relevant receptor för att förmedla antipsykotisk aktivitet.
Atypiska antipsykotika blockerar dopamin D2-receptorerna via mesolimbisk dopaminväg (mesolimbiska dopaminsystemet) än på den nigrostriatala vägen, ett fenomen som redogör deras låga tendens för att inducera extrapyramidala bieffekter (EPS).
Atypiska antipsykotika påverkar också noradrenalin-, acetylkolin- och histaminreceptorer av olika subtyper.
Det sägs också att aktivering av NMDA-receptorn ligger bakom för atypiska antipsykotika. Vid schizofreni är kynurensyra förhöjt och så även dopaminaktiviteten när kynurensyra är förhöjt (drastiskt ökar halterna av signalsubstansen dopamin vilket man menar framkallar psykossymptom). Kynurensyra (ökade endogena nivåer av kynurensyra/förhöjda halter av den kroppsegna substansen i centrala nervsystemet) ökar dopaminaktiviteten i hjärnan genom att blockera NMDA-receptorer på glycin-site. Flera atypiska antipsykotika verkar genom aktivering av glycin-sitet på NMDA-receptorn och på så sätt återställa dopaminbalansen (sänka den drastiskt höga dopaminaktiviteten).

## Biverkningar
Biverkningarna som rapporterats med olika atypiska antipsykotika varierar och är specifika för preparatet. Allmänt sett hoppas man att atypiska antipsykotika har en mindre sannolikhet för att utveckla tardiv dyskinesi än typiska antipsykotika, men eftersom detta tillstånd uppträder efter långtidsanvändning av antipsykotika, möjligen årtionden, är det inte verkligen känt om dessa läkemedel orsakar mindre tardiv dyskinesi, därför att de inte har använts så länge ännu. Akatisi är mer sannolik att vara mindre intensiv med dessa läkemedel än för typiska antipsykotika fastän många patienter ifrågasätter detta. År 2004 utfärdade Committee for the Safety of Medicines (CSM) i Storbritannien en varning att olanzapin och risperidon inte skulle ges till äldre patienter med demens på grund av ökad risk för stroke. Ibland kan atypiska antipsykotika orsaka abnorma skiften i sömnmönster med extrem trötthet och svaghet.

### Tardiv dyskinesi
Alla atypiska antipsykotika varnar i bipacksedlar och FASS-texter för möjligheten att drabbas av tardiv dyskinesi. Det är inte möjligt att säkert veta risken för tardiv dyskinesi när man tar atypiska antipsykotika, eftersom tardiv dyskinesi kan ta många årtionden att utveckla och de atypiska antipsykotika är inte tillräckligt gamla för att ha blivit testade över en tillräckligt lång tidsperiod för att bestämma alla långtidsrisker.
Emellertid kan atypiska antipsykotika orsaka allvarliga metabola tillstånd som gör dem lika farliga som äldre antipsykotika.

### Metabola biverkningar med atypiska antipsykotika
Metabola konsekvenser av atypiska antipsykotika har givit upphov till allvarlig oro hos kliniker, patienter och myndigheter. År 2004 krävde U.S. Food and Drug Administration (FDA) i USA att alla tillverkare av atypiska antipsykotika skulle ändra sin märkning för att inkludera en varning om risken för hyperglykemi och diabetes med atypiska antipsykotika. Det måste också poängteras att fastän alla atypiska måste bära varningen i märkningen, tyder några bevis på att alla atypiska inte är likvärdiga vad gäller sina effekter på vikt och insulinkänslighet. Den allmänna konsensusen är att klozapin och olanzapin är associerade med störst effekt på viktökning och minskad insulinkänslighet följd av risperidon och quetiapin. Ziprasidon och aripiprazol tros ha den minsta effekten på vikt och insulinresistens, men klinisk erfarenhet med dessa nyare medel är inte lika utvecklade som med de äldra preparaten.

## Atypiska antipsykotiska mediciner
- Melperon (Buronil) (Godkänd i Sverige 1976). Finns som tabletter.
- Klozapin (Leponex) (Godkänd i Sverige: 1989) Finns enbart som tabletter.
- Risperidon (Risperdal) (Godkänd i Sverige: 1993) Finns som tabletter, munlösliga tabletter, lösning och depåinjektioner.
- Olanzapin (Zyprexa) (Godkänd i Sverige: 1996) Finns som tabletter, munlösliga tabletter och intramuskulär injektion. Finns för depåinjektion under namnet Zyphadhera. Även Symbyax när kombinerad med Fluoxetin i USA.
- Ziprasidon (Zeldox) (Godkänd i Sverige: 1998) Finns som kapslar och intramuskulär injektion.
- Quetiapin (Seroquel) (Godkänd i Sverige: 2003) Finns som tabletter och depåtabletter.
- Aripiprazol (Abilify) (Godkänd i Sverige: 2004) Finns som tabletter och munlösliga tabletter samt depåinjektion under namnet Abilify Maintena.
- Sertindol (Serdolect) (Godkänd i Sverige 2006). Finns som tabletter.
- Paliperidon (Invega) (Godkänd i Sverige: 2007) Finns som depåtabletter. Finns för depåinjektion under namnet Xeplion.
- Zotepin (Inte godkänd för användning i Sverige).
- Amisulprid (Solian) (Inte godkänd för användning i Sverige, men går att få via licens).
- Asenapin (Sycrest) (Godkänd mot bipolär mani i EU september 2010).
- Lurasidon (Latuda) (Godkänd i EU 2014, och i USA, 2010).
- Lumateperon (Caplyta) (Inte godkänd i EU ännu, men i USA).

## Kritik
Forskare har publicerat en studie i Lancet där de drar slutsatsen att begreppen atypiska neuroleptika och andra generationens neuroleptika är missvisande och skapar förvirring. Detta då begreppet samlar olika sorters läkemedel som har lite gemensamt under sig.